# Anahawan
Anahawan is een gemeente in de Filipijnse provincie Southern Leyte op het eiland Leyte. Bij de laatste census in 2007 had de gemeente ruim achtduizend inwoners.

## Geografie

### Bestuurlijke indeling
Anahawan is onderverdeeld in de volgende 14 barangays:
| - Amagusan - Calintaan - Canlabian - Capacuhan - Cogon - Kagingkingan - Lewing | - Lo-ok - Mahalo - Mainit - Manigawong - Poblacion - San Vicente - Tagup-on |

## Demografie
Anahawan had bij de census van 2007 een inwoneraantal van 8.032 mensen. Dit zijn 823 mensen (11,4%) meer dan bij de vorige census van 2000. De gemiddelde jaarlijkse groei komt daarmee uit op 1,50%, hetgeen lager is dan het landelijk jaarlijks gemiddelde over deze periode (2,04%). Vergeleken met de census van 1995 is het aantal mensen met 1.561 (24,1%) toegenomen.

De bevolkingsdichtheid van Anahawan was ten tijde van de laatste census, met 8.032 inwoners op 58,09 km², 138,3 mensen per km².